# Michele Mariotti
 (août 2024).
 (octobre 2023).
Si vous disposez d'ouvrages ou d'articles de référence ou si vous connaissez des sites web de qualité traitant du thème abordé ici, merci de compléter l'article en donnant les références utiles à sa vérifiabilité et en les liant à la section « Notes et références ».
Pour les articles homonymes, voir Mariotti.
Michele Mariotti, né en 1979 à Urbino, près de Pesaro, est un chef d'orchestre italien, direttore musicale depuis 2014 du Teatro comunale de Bologne, il a été nommé en juin 2021, directeur musical de l'Opéra de Rome pour quatre ans en remplacement de Daniele Gatti.
Diplômé en composition du conservatoire Rossini de Pesaro, où il a aussi étudié la direction d'orchestre, Mariotti fait ses débuts à l'opéra dans Le Barbier de Séville à Salerne le 12 octobre 2005.
En avril 2017, son répertoire comprend neuf œuvres de Rossini et huit opéras de Verdi, ainsi que des symphonies de Beethoven, Bruckner et Schubert, le Stabat mater de Rossini, le Requiem de Mozart et le Requiem de Verdi.

## Débuts
Après l'opéra de Rossini à Salerne, Mariotti dirige entre 2006 et 2008 des opéras à Florence, Blanche Neige (Zaninelli pour sa première italienne) ; à Fano (Gianni Schicchi); au Wexford Festival (Don Gregorio (L'ajo nell'imbarazzo) de Donizetti); à Bologne au Teatro comunale de Ferrare (L'italiana in Algeri); au Teatro Regio de Turin; à Lima (Rigoletto avec le ténor péruvien Juan Diego Flórez) ; au Teatro Principal de Mahón à Minorque (I puritani) ; au Teatro Municipale (Valli) de Reggio Emilia (Nabucco pour le Festival Verdi de 2008); et à Liège. Il donne aussi des concerts avec divers orchestres en Italie et à l'étranger.

## Carrière

### Bologne
Le succès d'une version filmée en novembre 2007 de Simon Boccanegra au Teatro Comunale de Bologne, où  sa saison est ouverte, permet à Mariotti d'être nommé direttore principale du théâtre à compter de l'année suivante, avant d'être promu direttore musicale en 2014. Il remplace alors Daniele Gatti, marquant ainsi le début d'une carrière à succès.
Mariotti a dirigé à Bologne: I puritani avec Juan Diego Flórez et La gazza ladra en 2009; Idomeneo avec Francesco Meli, Carmen et La traviata (2010); La Cenerentola avec Laura Polverelli, Risorgimento! de Ferrero, Il prigioniero de Dallapiccola (2011); Le nozze di Figaro (2012); Norma avec Mariella Devia et Nabucco (2013); Così fan tutte et, Michael Spyres et Carlos Álvarez, dans Guillaume Tell en 2014; Die Zauberflöte, premier opéra en allemand du chef d'orchestre et, avec Gregory Kunde, Un ballo in maschera (2015); Attila avec Ildebrando d’Arcangelo, filmé par la RAI, et Werther avec Juan Diego Flórez (2016); et en 2017 La Voix humaine avec Anna Caterina Antonacci et Cavalleria rusticana.
À Bologne, Mariotti doit aussi diriger des concerts avec l'orchestre du Teatro comunale dans son théâtre, ainsi qu'au Teatro Auditorium Manzoni, base de l'Orchestra Mozart. Ce sont surtout de nombreuses symphonies de Beethoven qui y sont jouées.

### Pesaro
Jusqu'au début de l'année 2017, la compagnie d'opéra de Bologne s'est ancrée à Pesaro au Rossini Opera Festival depuis près de trente ans et donc Mariotti a participé aux événements estivaux les plus importants. Parmi ses représentantions, trois opéras dirigés par lui avec les chœurs et l'orchestre de Bologne ont été filmés pour la ROF : Sigismondo (2010),Matilde di Shabran (2012)  et Guillaume Tell (2013); les deux premières représentations filmées comprennent la performance de sa future épouse, Olga Peretyatko, les deux dernières montrent Juan Diego Flórez. Il dirige aussi les forces de Bologne dans cette station de l'Adriatique dans le Stabat Mater de Rossini.

### Munich
Michele Mariotti a tissé des liens amicaux avec l'orchestre symphonique de Munich qu'il est invité à diriger pour certaines représentations en 2013, en 2015 et en 2017 dans des œuvres de Schubert, Mendelssohn, Bruckner, etc. Il fait ses débuts à Munich en 2017 à l'Opéra d'État de Bavière dans Semiramide,, avec Joyce DiDonato.

### Aux États-Unis
Mariotti fait sa première apparition publique aux États-Unis le 12 septembre 2009 dirigeant Le Barbier de Séville à l'Opéra national de Washington (en). Deux mois plus tard, il donne ce même opéra dans de nouvelles productions avec une autre distribution (dont Juan Diego Flórez et Joyce DiDonato) à l'opéra de Los Angeles. Il dirige Carmen en 2012 au Metropolitan Opera  avant de diriger quatre autres productions dans cette compagnie, faisant un DVD de Rigoletto pour la Deutsche Grammophon et de La donna del lago pour Erato. Il dirige pour la première fois l'orchestre symphonique de l'Oregon à Portland, la même année (2012) et dirige Rossini au Lyric Opera of Chicago deux ans plus tard,.

### Au Japon
Le théâtre de Bologne effectue une tournée au Japon en septembre 2011 au cours de laquelle Mariotti dirige des représentations def Carmen, avec Nino Surguladze, et I puritani, avec Desirée Rancatore, Celso Albelo, Luca Salsi et Nicola Ulivieri, au Centre culturel de Tokyo, ainsi que lors de concerts en dehors de la capitale.

### Ailleurs
Mariotti dirige Don Pasquale au Teatro Regio de Turin en 2009, Il barbiere di Siviglia au Teatro alla Scala de Milan en 2010, et pour sa première apparition en Espagne en 2011, L’italiana in Algeri au  Palacio Euskalduna de Bilbao. Il dirige en Italie au Teatro di San Carlo de Naples, au Teatro Alighieri de Ravenne, au Teatro Massimo de Palerme, au Teatro comunale de Florence, au Teatro Verdi de Busseto (Il trovatore en concert en 2011), et au Sferisterio di Macerata. Ailleurs en Europe, il dirige en 2013 La donna del lago au Royal Opera House de Londres,,, et I puritani à l'Opéra Bastille de Paris,,,, dont la mise en scène est fort décriée[pourquoi ?].
Dans le domaine de la musique symphonique, il est chef d'orchestre invité pour l'Orchestre du Gewandhaus de Leipzig, l'Orchestre National de France, l'Orchestre symphonique national de la RAI de Turin, et l'orchestre du Teatro Real de Madrid. Il dirige aussi des concerts au Théâtre des Champs-Élysées de et au Festival de Radio France de Montpellier.

### Représentations récentes
En 2016, Mariotti ajoute I due Foscari à son répertoire, qu'il dirige au Teatro alla Scala,,. Plus tard dans la même année, il dirige pour la première fois deux opéras français mettant en lumière Juan Diego Flórez : Les Huguenots au Deutsche Oper de Berlin  et Werther à Bologne, qui remporte un grand succès. Il dirige La Bohème (disponible en version filmée) en 2020 à l'opéra de Liège avec Angela Gheorghiu (Mimi), Stefan Pop (Rodolfo) et María Rey-Joly (Musetta).

## Vie privée
Mariotti  s'est marié en août 2012 à Pesaro avec la soprano russe Olga Peretyatko, juste après avoir donné de Rossini Matilde di Shabran, o sia Bellezza e Cuor di ferro où jouait aussi sa future épouse, née à Léningrad en 1980. Ils demeurent près de Pesaro, de même que Juan Diego Flórez et sa femme. Les quatre sont de bons amis; les deux hommes ayant été présentés par le ténor péruvien Ernesto Palacio, mentor de Flórez, et habitant des environs de Pesaro depuis longtemps, et manager artistique du jeune ténor et du chef d'orchestre et depuis 2018 surintendant du Rossini Opera Festival. Ils divorcent en 2018.